# Donji Kraljevec
Donji Kraljevec je općina u Hrvatskoj.

## Ime
U povijesnim dokumentima na mađarskom jeziku Donji Kraljevec naziva se Murakirály.

## Općinska naselja
Općina se sastoji od 6 naselja, to su: Donji Hrašćan, Donji Kraljevec, Donji Pustakovec, Hodošan, Palinovec i Sveti Juraj u Trnju.

## Stanovništvo
Po popisu stanovništva iz 2001. godine, općina Donji Kraljevec imala je 4931 stanovnika, raspoređenih u 6 naselja:
- Donji Hrašćan – 508
- Donji Kraljevec – 1694
- Donji Pustakovec – 341
- Hodošan – 1311
- Palinovec – 792
- Sveti Juraj u Trnju – 285

### Nacionalni sastav, 2001.
- Hrvati – 4843 (98,22)
- Srbi – 13 (0,26)
- Albanci – 7 (0,14)
- Rusi – 3
- Makedonci – 2
- Slovenci – 2
- Ukrajinci – 2
- Crnogorci – 1
- Mađari – 1
- Nijemci – 1
- neopredijeljeni – 24 (0,49)
- nepoznato – 32 (0,65)

| broj stanovnika | 3303  | 3888  | 4032  | 4393  | 4591  | 5510  | 5831  | 5871  | 6064  | 5817  | 5518  | 5438  | 5337  | 5313  | 4931  | 4659  | 4043  |
|                 | 1857. | 1869. | 1880. | 1890. | 1900. | 1910. | 1921. | 1931. | 1948. | 1953. | 1961. | 1971. | 1981. | 1991. | 2001. | 2011. | 2021. |

| broj stanovnika | 964   | 1220  | 1197  | 1291  | 1366  | 1672  | 1775  | 1596  | 1636  | 1596  | 1536  | 1565  | 1598  | 1653  | 1694  | 1560  | 1407  |
|                 | 1857. | 1869. | 1880. | 1890. | 1900. | 1910. | 1921. | 1931. | 1948. | 1953. | 1961. | 1971. | 1981. | 1991. | 2001. | 2011. | 2021. |

## Gospodarstvo
TSH iz Čakovca u Donjem Kraljevcu ima izdvojeni pogon Silos i sušaru. U Donjem Kraljevcu OPG planira izgraditi peradarnik (farmu brojlera) kapaciteta 39.900 komada na površini od 8933 m2. Srpnja 2020. završava se jedan od modernijih silosa u regiji, potpuno robotiziran i spojen sa željezničkom prugom Zagreb – Budimpešta. Ulaganje je vrijedno sto milijuna kuna i najkasnije bit će gotovo do do žetve 2021. godine.

## Poznate osobe
- Rudolf Steiner, filozof, osnivač antropozofije

## Spomenici i znamenitosti
- crkva Sv. Ivana Nepomuka u Donjem Kraljevcu

## Kultura
U Donjem Kraljevcu djeluje radijska postaja Studio M koja svoj program emitira na frekvenciji od 98,8 MHz.

## Šport
- NK Kraljevčan 38 (nogomet)
- KK Donji Kraljevec (košarka)

Na stadionu Milenium, jedinom specijaliziranom stadionu za speedway u Hrvatskoj, održavale su se utrke FIM Svjetskog prvenstva u speedwayu pod nazivom FIM Croatian Speedway Grand Prix. Noćni streetball turnir "Donji Kraljevec" održava se od 2013.

## Vanjske poveznice
- Službena stranica Općine Donji Kraljevec